# Die Frau ohne Herz (1945)
Die Frau ohne Herz ist ein britisches Kostümfilmmelodram aus dem Jahre 1945 von Leslie Arliss mit Margaret Lockwood in der Titelrolle und James Mason als ihr Galan. Die Geschichte basiert auf dem Roman The Life and Death of the Wicked Lady Skelton (1945) von Magdalen King-Hall und gilt als die erfolgreichste Produktion der auf plüschige Filmstoffe spezialisierten Firma Gainsborough Pictures und als erfolgreichster britischer Film des Jahres 1946

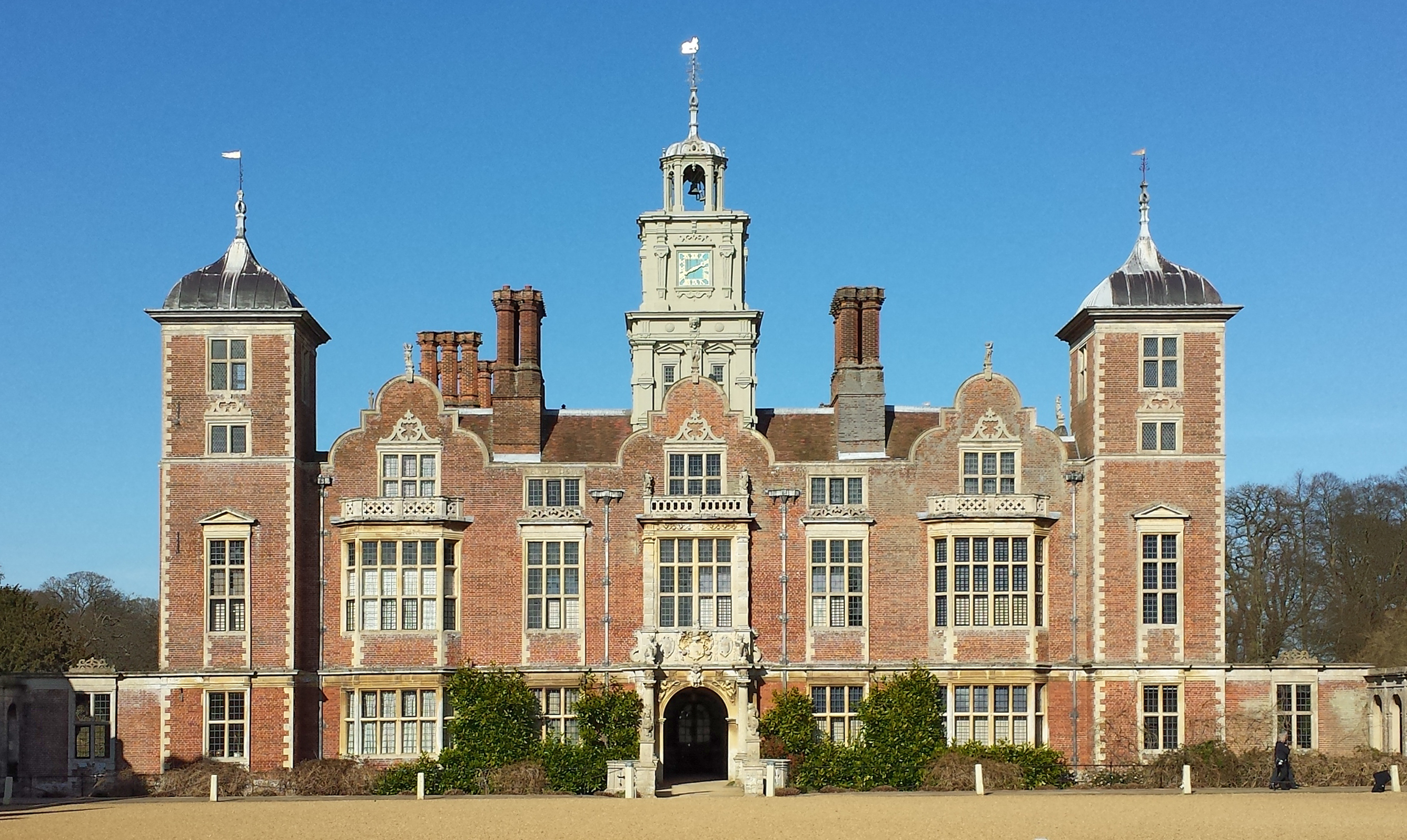
Außendrehort Blickling Hall

## Handlung
Die titelgebende „verruchte Dame“, die „Frau ohne Herz“, heißt Barbara Worth und ist eine wunderschöne Brünette mit grünen Augen. Sie wird von ihrer besten Freundin Caroline eingeladen, an ihrer Hochzeit mit dem wohlhabenden Landbesitzer und hiesigen Magistrat Sir Ralph Skelton teilzunehmen. Barbara ist ohne Skrupel und kennt weder Freund noch Feind. Sie setzt all ihre weiblichen Reize ein, um den Bräutigam in spe in ihren Bann zu bekommen. Caroline ist das genaue Gegenteil von ihr. Als sie erstmals gewahr wird, dass Ralph Barbara mit Haut und Haaren verfallen, tritt sie in einem Akt großen Altruismus beiseite und überlässt der ränkeschmiedenden Rivalen das Feld. Barbara besitzt sogar noch die Unverschämtheit und bittet Caroline darum, ihre Brautjungfer zu werden. Beim Hochzeitsempfang lernt Barbara den asketisch aussehenden Kit Locksby kennen. Für beide jungen Leute ist es Liebe auf den ersten Blick, doch es ist zu spät. Barbara kann nun nicht mehr von der anstehenden Vermählung zurücktreten. 
Das Eheleben auf dem Land ohne die Aufregungen der Großstadt bekommt der neuen Lady Skelton, die stets auf der Jagd nach dem neuesten Thrill ist, überhaupt nicht: sie langweilt sich zu Tode. Ein Besuch ihrer ungemochten Schwägerin Lady Henrietta Kingsclere und deren Gatten bringt nicht die ersehnte Abwechslung. Bei einem Kartenspiel nimmt Henrietta auch noch Barbaras Juwelen, inklusive der Rubinbrosche ihrer verstorbenen Mutter, ab. Als durch Zufall der Name des Wegelagerers Captain Jerry Jackson fällt, kommt Barbara auf eine Idee. Als Jackson maskiert, überfällt Barbara Henriettas Kutsche und holt sich ihren verspielten Schmuck plus den Henriettas zurück. Rasch findet Barbara Geschmack an dieser Art Geldverdienst und will es fortan dem echten Jackson gleichtun. Es kommt wie es kommen muss: Ohne sich zu kennen überfallen Barbara und der echte Straßenräuber ein und dieselbe Kutsche. Später ist Jackson umso erstaunter, dass ihn eine Frau nachahmt, und beide teilen sich die Beute. Barbara und Captain Jackson werden zu Liebhabern und Komplizen. Sie warnt ihn eindringlich, ihr niemals untreu zu werden.
Barbara erfährt von einem geplanten Goldtransport und will sich diesen „dicken Fisch“ keinesfalls entgehen lassen. Jackson ist jedoch gegen diese Idee, da die Kutsche mutmaßlich stärker als sonst üblich gesichert sein dürfte. Barbara kann Jackson überreden und so begehen die beiden auch diesen Raub. Der Überfall verläuft jedoch nicht reibungslos, und sie werden von Ned Cotterill, einem der Wachmänner, verfolgt. Barbara schießt auf dessen Pferd, trifft jedoch den Verfolger tödlich. Ab sofort ist Barbara vollkommen gewissenlos. Der betagte Hausdiener Hogarth entdeckt bald Barbaras Doppelleben. Der religiöse Hogarth versucht verzweifelt, seine Herrin zur Umkehr zu bewegen, doch Barbara tut nur so, als wenn sie ihr Handeln bereuen würde. Dann aber versucht sie ihn erst zu vergiften, schließlich erstickt sie den alten Mann. Während Hogarth ein Auge auf Lady Skelton geworfen hatte, war die Frau ohne Herz dazu verdammt, ihre Umtriebe an der Seite Captain Jacksons vorübergehend ruhen zu lassen. Jetzt aber kehrt sie zu ihm und beider Beutezüge zurück. Sie besucht ihn und muss mit ansehen, wie er sich mit einer anderen Frau im Bett vergnügt. Aus purer Rache verrät Barbara ihren verbrecherischen Geliebten an ihren Ehemann, woraufhin Captain Jerry gefasst und zum Tode durch den Strang verurteilt wird. Zur Hinrichtung fährt die boshafte Barbara in Begleitung von Caroline mit der Kutsche, nicht zuletzt, weil sie befürchtet, dass Jackson als letzten Akt auf dem Schafott Barbaras Name als seine Komplizin nennen könnte. Als Jerry seine Kumpanin erkennt, weiß er, dass nur sie ihn verraten haben kann. Er macht eine sibyllinische Bemerkung, woraufhin es im Umfeld zu einem Tumult kommt, aus dem die beiden Frauen durch den beherzten Einsatz von Kit gerettet werden. Kit hat sich in der Zwischenzeit mit Caroline verlobt, obwohl beide einander nicht lieben. 
Der Tumult ermöglicht Jacksons Kumpanen, ihren Anführer noch lebend vom Henkersstrick abzuschneiden. Nun muss Barbara aufgrund ihres Verrats um ihr Leben fürchten. Sie verschanzt sich auf dem Anwesen ihres Gatten, doch Jackson dringt im Skeltonschen Landsitz ein, um Barbara zu erwürgen. Während des Kampfs entscheidet er sich um und vergeht sich an der treulosen Schurkin. Aus Angst vor dem, was er als Nächstes tun könnte, bittet sie Kit, den einzigen Mann, den sie je geliebt hat, sie aus England herauszuholen, um mit ihr ein neues Leben zu beginnen. Kit beginnt kurzzeitig zu schwanken, erinnert sich dann aber doch an seine Verpflichtung als Verlobter Carolines gegenüber. Da dieser letzte Verführungsversuch Barbaras nichts nutzte, nimmt sie eine Pistole und begibt sich maskiert zur Kutsche ihres Gatten Sir Ralph Skelton. Da taucht plötzlich erneut der Vergewaltiger Jerry Jackson wieder auf. Der beansprucht seinen Anteil von Barbaras nächstem Raubzug, der offensichtlich ihrem eigenen Ehemann gelten soll. Als Jackson klar wird, dass Barbara jedoch nicht weniger als einen Gattenmord plant, wird ihm die Situation zu brenzlig, und der Räuberhauptmann will das Weite suchen. Da Barbara sich nicht auf sein Stillschweigen verlassen will, erschießt sie Jackson ohne mit der Wimper zu zucken. Als die Kutsche mit Caroline, Ralph und Kit eintrifft, entführt sie diese und versucht, ihren Mann zu erschießen. Kit schießt jedoch zuerst und verletzt Barbara schwer. Noch einmal kann die verruchte Lady entkommen. Sie kehrt in das Haus ihres Mannes zurück, wo Caroline sie findet. Jetzt endlich erfährt diese die ganze Wahrheit über die Straßenräuberin, ihre ehemals beste Freundin. Caroline schickt Kit zu ihr, damit er von ihr Abschied nehmen kann. Barbara gesteht ihm all ihre Untaten und bittet, sie nicht allein zum Sterben zurückzulassen. Angewidert verlässt Kit den Raum. Caroline und Witwer Ralph, die einst durch Barbaras Intrige auseinander gebracht wurden und dennoch nie ihre Liebe füreinander verloren haben, können nun einen neuen Versuch für eine gemeinsame Zukunft starten.

## Produktionsnotizen
Die Frau ohne Herz wurde ab März 1945 in den Gainsbourough-Studios sowie in Blickling Hall (Außenaufnahmen) gedreht und am 15. November 1945 uraufgeführt. Die deutsche Premiere fand im Oktober 1946 statt.
John Bryan entwarf die Filmbauten, Elizabeth Haffenden sorgte für die Kostüme. Jack Asher war einfacher Kameramann. Louis Levy übernahm die musikalische Leitung.
Nach Der Herr in Grau (1943) spielten Lockwood und Mason hier erneut ein schurkisches Paar, das in seiner Skrupellosigkeit perfekt miteinander harmoniert.

## Wissenswertes
In der zweiten Hälfte des Zweiten Weltkriegs entwickelte sich unter der Leitung von Produktionschef Maurice Ostrer die produzierende Filmgesellschaft Gainsborough Pictures, beginnend mit Der Herr in Grau, zur bedeutendsten Firma, wenn es darum ging, opulente Kostümdramen und tränenreiche Liebesschnulzen herzustellen. Fast alle von Gainsborough in den 1940er Jahren entstandenen Streifen, die nahezu durchgehend unmittelbar nach Kriegsende auch auf dem deutschen Markt herausgebracht wurden, entwickelten sich – „obwohl die  Kritik mit Verachtung über sie schrieb“, wie Jörg Helbig erinnerte – zu großen Kassenmagneten in Europa, bisweilen auch auf dem US-amerikanischen Markt und brachten zudem zahlreiche Filmstars hervor, allen voran Margaret Lockwood, James Mason, Patricia Roc, Phyllis Calvert und Stewart Granger. Zu Gainsboroughs größten Erfolgen zählen Gaslicht und Schatten, Madonna der sieben Monde, Cornwall Rhapsodie, Die Frau ohne Herz, Drei Ehen, Gefährliche Reise, Paganini und schließlich Zigeunerblut.
1982 wurde von The Wicked Lady ein Remake gedreht, das in Deutschland unter dem Titel Die verruchte Lady anlief. Die Lockwood-Rolle spielte Faye Dunaway, den Mason-Part übernahm Alan Bates.

## Kritiken
Das Lexikon des Internationalen Films urteilt: „Eine abstruse Kostüm-Räuberpistole, schwach konstruiert, inszeniert und gespielt.“
Der Movie & Video Guide fand den Film „nicht überzeugend“.
Halliwell‘s Film Guide erinnerte daran, dass der Film seinerzeit kommerziell ungemein erfolgreich gewesen sei „aufgrund seiner Atmosphäre und düsteren Sünde.“ Formal konnte Halliwell dem Streifen jedoch nichts abgewinnen; er sei „auf dramatische Weise schwülstig und erstaunlich schlecht gespielt und inszeniert“.